# Neemuch
Neemuch là một thành phố và khu đô thị của quận Neemuch thuộc bang Madhya Pradesh, Ấn Độ.

## Nhân khẩu
Theo điều tra dân số năm 2001 của Ấn Độ, Neemuch có dân số 107.496 người. Phái nam chiếm 53% tổng số dân và phái nữ chiếm 47%. Neemuch có tỷ lệ 70% biết đọc biết viết, cao hơn tỷ lệ trung bình toàn quốc là 59,5%: tỷ lệ cho phái nam là 77%, và tỷ lệ cho phái nữ là 62%. Tại Neemuch, 14% dân số nhỏ hơn 6 tuổi.